# Josia jesuita
Josia jesuita är en fjärilsart som beskrevs av Fabricius 1775. Josia jesuita ingår i släktet Josia och familjen tandspinnare. Inga underarter finns listade i Catalogue of Life.